# The Y's
The Y's é um grupo de produtores musicais de R&B formados por Justin Timberlake, James Fauntleroy e Rob Knox.
Em 2008 Rob Knox e James Fauntleroy terminaram a sua associação de produção com o grupo The Underdogs para iniciar um novo grupo em conjunto com o cantor Justin Timberlake.